# Hacienda Heights
Hacienda Heights és una concentració de població designada pel cens dels Estats Units a l'estat de Califòrnia. Segons el cens del 2000 tenia 53.122 habitants.

## Demografia
Segons el cens del 2000, Hacienda Heights tenia 53.122 habitants, 15.993 habitatges, i 13.418 famílies. La densitat de població era de 1.802,3 habitants/km².
Dels 15.993 habitatges en un 37,1% hi vivien nens de menys de 18 anys, en un 65,8% hi vivien parelles casades, en un 12,5% dones solteres, i en un 16,1% no eren unitats familiars. En el 12,6% dels habitatges hi vivien persones soles el 5,2% de les quals corresponia a persones de 65 anys o més que vivien soles. El nombre mitjà de persones vivint en cada habitatge era de 3,32 i el nombre mitjà de persones que vivien en cada família era de 3,58.
Per edats la població es repartia de la següent manera: un 25,3% tenia menys de 18 anys, un 9,3% entre 18 i 24, un 27,9% entre 25 i 44, un 25,6% de 45 a 60 i un 11,9% 65 anys o més.
L'edat mediana era de 37 anys. Per cada 100 dones de 18 o més anys hi havia 93,1 homes.
La renda mediana per habitatge era de 41.484 $ i la renda mediana per família de 44.827 $. Els homes tenien una renda mediana de 24.238 $ mentre que les dones 18.563 $. La renda per capita de la població era de 21.893 $. Entorn del 7,3% de les famílies i el 9,3% de la població estaven per davall del llindar de pobresa.

## Poblacions més properes
El següent diagrama mostra les poblacions més properes.